# Demonax imitatus
Demonax imitatus är en skalbaggsart som beskrevs av Holzschuh 1991. Demonax imitatus ingår i släktet Demonax och familjen långhorningar. Inga underarter finns listade i Catalogue of Life.